# Teófilo Otoni
Teófilo Otoni es un municipio brasileño del estado de Minas Gerais. Localizado en el nordeste del estado, cuenta con cerca de 135 mil habitantes en un área de más de 3.242 kilómetros cuadrados. Localizado en el nordeste de Minas, en la Mesorregión del Valle del Mucuri, la sede municipal está a 349 m de altitud. 

## Geografía
La ciudad está localizada en el nordeste minero, en la Mesorregión del Valle del Mucuri, que alberga cerca de 133 mil habitantes. El clima es tropical con inviernos fríos y secos, y veranos calientes y lluviosos, la temperatura media de la ciudad es de cerca de 23 gra